# Andrew Curry
Pour les articles homonymes, voir Curry (homonymie).
Andrew Curry est un acteur, scénariste et producteur australien né le 2 juillet 1972 à Melbourne.

## Filmographie

### Acteur
- 2013 : Submerge : Cameron
- 2012 : Conspiracy 365 (en) (série télévisée) : Kelvin
- 2012 : Offspring (série télévisée) (en) (série télévisée) : Matt
- 2011 : The Cup (en) : Ray Oliver
- 2011 : Killing Time (série télévisée) : détective Newman
- 2000-2010 : Neighbours (série télévisée) : Larry 'Woody' Woodhouse
- 2008 : Bottom Dollar (court métrage) : Dougie
- 2008 : Rush (série télévisée) : MC Investigator
- 2008 : Satisfaction (série télévisée) : Thomas Silk
- 2007 : City Homicide (série télévisée) : Liam Callaghan
- 2006 : BoyTown : le pilote
- 2005 : Let Loose Live (en) (série télévisée)
- 1999-2004 : Blue Heelers (en) (série télévisée) : Blake Finlayson / Andrew Paterson / Andrew Franklin
- 2003 : Stingers (série télévisée) : Corey Fletcher
- 2003 : Welcher & Welcher (en) (série télévisée)
- 2002 : The Inside Story : Dean Olsen
- 2002 : The Merchant of Fairness : Luke
- 2002 : The Secret Life of Us (série télévisée) : Pete Peterson
- 2002 : Size Does Matter (court métrage)
- 2002 : Flipside (série télévisée)
- 2000 : Something in the Air (en) (série télévisée) : Shaun Graves
- 1998-2000 : The Games (série télévisée) : Andrew 'Kid' Curry
- 1999 : The Adventures of Lano and Woodley (en) (série télévisée) : German Beardo
- 1999 : Witch Hunt (en) (téléfilm) : Constable Grady
- 1998 : State Coroner (en) (série télévisée) : Dean Andrews
- 1997 : Road to Nhill (en) : Geoff
- 1995 : Snowy River: The McGregor Saga (série télévisée)
- 1995 : Point of No Return (en) : Jimmy

### Scénariste
- 2005 : Let Loose Live (en) (série télévisée) (2 épisodes)
- 2002 : Flipside (série télévisée) (8 épisodes)

### Producteur
- 2014 : Love Notes (court métrage)
- 2012 : 151 Kent Ave
- 2011 : Spider Walk (court métrage)
- 2011 : Magic (court métrage)
- 2019 : Robert the Bruce de Richard Gray